# Frank Schmickler
Frank Schmickler (* 10. Juni 1965 in Köln) ist ein ehemaliger deutscher Autorennfahrer.

## Karriere
Frank Schmickler begann seine Motorsportkarriere 1981 im Kartsport. Im Jahr 1984 wechselte er in die Deutsche Formel Ford, in der er 1985 Vizemeister wurde. Ab dem folgenden Jahr ging er in der Deutschen Formel-3-Meisterschaft an den Start. Im Jahr 1988 erhielt Schmickler bei Zakspeed einen BMW M3 E30 in der Deutschen Tourenwagen-Meisterschaft. Sein bestes Rennergebnis war ein vierter Platz auf dem Flugplatzkurs in Wunstorf. In der Endabrechnung belegte er den zwölften Meisterschaftsplatz.
Nachdem Schmickler zwischenzeitlich ein Jahr in der Deutschen Formel-3-Meisterschaft verbracht hatte, trat er 1990 wieder in der DTM an. Für das MM Diebels Team steuerte er einen BMW M3 E30. Mit einem vierten Platz auf der Berliner AVUS als bestes Rennergebnis erreichte er den 19. Meisterschaftsplatz. Im selben Jahr konnte er den größten Erfolg seiner Karriere feiern, als er mit seinen Teamkollegen Altfrid Heger und Joachim Winkelhock auf einem BMW M3 E30 von Linder Motorsport das 24-Stunden-Rennen auf dem Nürburgring gewann.
Die Saison 1991 begann Schmickler in der DTM mit einem Mercedes-Benz 190E Evo II vom Team Mass Schons. Dort kam er allerdings nicht über den elften Platz hinaus. Nach einigen wenig erfolgreichen Rennen wechselte er gegen Saisonende auf einen Opel Omega 3000 von Irmscher. Doch auch hier konnte er keine besseren Resultate erreichen und so blieb er 1991 punktelos. Nach der Saison verließ er die DTM.
Im Jahr 1992 bestritt Schmickler einige Rennen im Porsche Carrera Cup Deutschland. Zur folgenden Saison wechselte er in den neu gegründeten Porsche Supercup. Auf dem Hungaroring erreichte er mit Platz drei das Podium und er schloss die Meisterschaft auf dem achten Platz ab. Im Jahr 1994 kehrte Schmickler wieder in die DTM zurück. Dort pilotierte er für Linder Motorsport einen BMW M3 E36 der Klasse B. Als bestes Rennergebnis erreichte er einen zwölften Platz in Donington, doch Punkte konnte er keine einfahren.
Die folgenden Jahre verbrachte Schmickler im Porsche Carrera Cup Deutschland. Im Jahr 1995 erreichte er auf dem Nürburgring seinen ersten Rennsieg. Die Saison schloss er auf dem neunten Meisterschaftsplatz ab. 1996 gelangen ihm zwar keine Rennsiege, doch stand er gleich bei sechs von neun Rennen auf dem Podium und er wurde Vizemeister. Damit empfahl er sich für den Super Tourenwagen Cup, in dem er 1997 bei den ersten sieben von zehn Rennwochenenden für das Cool Fire Team Engstler einen Alfa Romeo 155 fuhr. Allerdings kam er nicht über das hintere Mittelfeld hinaus und so belegte er den 25. Meisterschaftsplatz. Parallel zum STW Cup trat Schmickler weiterhin im Porsche Carrera Cup Deutschland an. Auf dem Siegerlandring erzielte er einen Rennsieg und erreichte den sechsten Meisterschaftsplatz.
Im Jahr 1998 war Schmickler im Porsche Carrera Cup Deutschland auf dem Flugplatzkurs von Diepholz wieder siegreich und er schloss die Saison auf Platz fünf in der Fahrerwertung ab. Im Jahr 1999 gewann er die Rennen auf dem Flugplatz Zweibrücken und auf dem Nürburgring und wurde Sechster in der Fahrerwertung. Auf diesem Platz beendete er auch die Saison 2000, in der er einen Sieg auf dem Norisring feiern konnte. Die folgende Saison verlief jedoch weniger erfolgreich, da Schmickler keine Podiumsplatzierung erreichte und nur den 14. Meisterschaftsplatz erzielte. Zwar stand er 2002 erneut nie auf dem Siegertreppchen, doch konnte er sich auf den neunten Platz in der Fahrerwertung verbessern. Nach der Saison verließ er den Porsche-Markenpokal.
In der Saison 2003 nahm Schmickler in einem Mercedes-Benz SLK von Carlsson Racing an der BFGoodrich Langstreckenmeisterschaft Nürburgring sowie am 24-Stunden-Rennen auf dem Nürburgring teil, schied bei diesem Rennen jedoch vorzeitig aus. Im Jahr 2004 trat Schmickler nun im Porsche 996 GT3 RS von Raeder Motorsport in der Langstreckenmeisterschaft und beim 24-Stunden-Rennen auf dem Nürburgring an. Mit seinen Teamkollegen Thomas Jäger und Jonathan Price erreichte er beim Saisonhöhepunkt den sechsten Platz in der Gesamtwertung. Im Jahr 2005 trat Schmickler erstmals wieder bei Sprintrennen an, als er zwei Rennen für Land Motorsport im Porsche Carrera Cup Deutschland bestritt. Er wurde allerdings nicht in die Meisterschaftswertung aufgenommen, da er als Gaststarter nicht genügend Rennen absolvierte. Im gleichen Jahr nahm er mit einem Audi S4 erneut am 24-Stunden-Rennen auf dem Nürburgring teil, das sein Team bereits nach neun Stunden aufgeben musste.
Seit 2007 fährt Schmickler im neu gegründeten ADAC GT Masters. In seiner ersten Saison teilte er sich mit seinem Teamkollegen Jan Seyffarth einen Porsche 997 GT3 Cup von Seyffarth Motorsport. Er erreichte insgesamt vier Mal das Podium und beendete die Saison auf dem dritten Platz in der Fahrerwertung. Im Jahr 2008 fuhr er mit Sebastian Asch einen Lamborghini Gallardo GT3 von Argo Racing. Er erreichte drei Mal das Siegertreppchen und schloss die Saison auf dem vierten Meisterschaftsplatz ab.
Mühlner Motorsport verpflichtete Schmickler im November 2008 als Fahrer für die kommende Saison. Noch Ende des Jahres nahm er auf einem Porsche 997 GT3 Cup S des Teams an einem Lauf der FIA GT3-Europameisterschaft teil. Im Jahr darauf erzielte Schmickler mit seinem Teamkollegen Tim Bergmeister im ADAC GT Masters vier Podiumsplatzierungen und er belegte am Saisonende den siebten Platz in der Fahrerwertung. Schmickler kam auch in der BFGoodrich Langstreckenmeisterschaft Nürburgring als Pilot von Mühlner Motorsport zum Einsatz. Mit seinem Teamkollegen Oliver Kainz erzielte er mit dem Porsche 997 GT3 Cup S als bestes Ergebnis den dritten Platz beim 6-Stunden-Rennen. Schmickler hatte 2009 zudem einen Renneinsatz beim 24-Stunden-Rennen auf dem Nürburgring, bei dem er mit Heinz-Josef Bermes, Oliver Kainz und Tim Bergmeister den achten Gesamtrang erreichte.
Im Jahr 2010 ging Schmickler weiterhin für Mühlner Motorsport im ADAC GT Masters an den Start, in dem er nun einen Porsche 997 GT3 R pilotiert. Als bestes Ergebnis erreichte er bisher einen zweiten Platz beim Auftaktrennen in Oschersleben. Beim 24-Stunden-Rennen auf dem Nürburgring ging Schmickler im Porsche 997 GT3 Cup vom Besaplast Racing Team an den Start, jedoch fiel das Fahrzeug nach knapp elf Stunden vorzeitig aus. Im Jahr 2011 nahm er wieder am ADAC GT Masters teil und wurde 43. in der Gesamtfahrerwertung.